# Соловей (будущий фильм)
«Соловей» (англ. Nightingale) — будущий американский фильм-драма режиссёра Мелани Лоран, экранизация одноимённого романа Кристин Ханны. В главных ролях сёстры Дакота и Эль Фэннинг.

## Сюжет
Две сестры борются за выживание и противостоят немецкой оккупации во Франции во время Второй мировой войны.

## В ролях
- Дакота Фэннинг — Вианн Мориак
- Эль Фэннинг — Изабель Россиньоль

## Производство
В марте 2015 года TriStar Pictures приобрела права на книгу Кристин Ханны «Соловей» и наняла Энн Пикок для написания сценария.
В декабре 2019 года Мелани Лоран была выбрана режиссёром фильма, а сёстры Дакота Фэннинг и Эль Фэннинг — исполнительницами главных ролей сестёр Мориак.
Съёмки начались 26 октября 2020 года в Будапеште и Лос-Анджелесе.

## Выпуск
23 июня 2017 года компания TriStar запланировала выпуск фильма на 10 августа 2018 года. 2 марта 2020 года фильм был перенесён на 25 декабря 2020 года. 24 апреля 2020 года фильм был удалён из графика релизов в связи с пандемией COVID-19. 30 апреля 2020 года TriStar изменила дату премьеры фильма на 22 декабря 2021 года. 19 февраля 2021 компания TriStar перенесла дату премьеры на 23 декабря 2022 года. Затем выход фильма планировался на 2023 год.